# جيرمي كلاركسون
جيرمي شارلز روبرت كلاركسون (بالإنجليزية: Jeremy Clarkson) ولد في 11 ابريل 1960 في دونكاستر بإنجلترا،  مذيع إنجليزي وصحفي ومزارع وكاتب متخصص في صناعة السيارات. اشتهر بتقديمه برنامج السيارات توب جير إلى جانب ريتشارد هاموند وجيمس ماي. كما أنه يكتب حاليًا أعمدة أسبوعية في صحيفتي صنداي تايمز وذا صن. منذ عام 2018 ، استضاف كلاركسون برنامج «من سيربح المليون؟» على آي تي في ليحل محل المضيف السابق كريس تارانت. من حياته المهنية كصحفي محلي في شمال إنجلترا، ارتقى كلاركسون إلى الصدارة العامة كمقدم للنسخة الأصلية من برنامج توب جير في عام 1988.
منذ منتصف التسعينيات، أصبح شخصية عامة معترف بها، ويظهر بانتظام على التلفزيون البريطاني ويقدم العروض الخاصة بهيئة الإذاعة البريطانية "BBC" والظهور كضيف في برامج أخرى. بالإضافة إلى السيارات، أنتج كلاركسون برامج وكتبًا حول مواضيع مثل التاريخ والهندسة. في عام 1998 ، استضاف السلسلة الأولى من برنامج «حرب الروبوتات»، ومن 1998 إلى 2000 استضاف أيضًا برنامجه الحواري الخاص «كلاركسون». في عام 2015 ، قررت هيئة الإذاعة البريطانية عدم تجديد عقد كلاركسون مع الشركة بعد أن اعتداء كلاركسون على منتج توب جير أثناء التصوير في الموقع. في ذلك العام، شكل كلاركسون ومقدمي برنامج توب جير والمنتج آندي ويلمان لإنتاج برنامج «الجولة الكبرى» لـ برايم فيديو التابعة لأمزون.
غالبًا ما أثار أسلوبه في الكتابة والعرض الذي يتسم برأيه ولكن روح الدعابة رد فعل شعبيًا. أدت أفعاله، سواء بشكل خاص أو كمقدم لبرنامج توب جير، في بعض الأحيان إلى انتقادات من وسائل الإعلام والسياسيين ومجموعات الضغط والجمهور. لديه أيضًا عدد كبير من المتابعين، حيث يُنسب إليه كعامل رئيسي في عودة ظهور توب جير كواحد من أكثر البرامج شعبية على هيئة الإذاعة البريطانية "BBC".

## روابط خارجية
- جيرمي كلاركسون على موقع IMDb (الإنجليزية)
- جيرمي كلاركسون على موقع ميوزك برينز (الإنجليزية)
- جيرمي كلاركسون على موقع إن إن دي بي (الإنجليزية)
- جيرمي كلاركسون على موقع قاعدة بيانات الفيلم (الإنجليزية)
- جيرمي كلاركسون على موقع كينوبويسك (الروسية)